# Chanteraine
Chanteraine est une commune française située dans le département de la Meuse, en région Grand Est, issue de la fusion (en 1973) des trois anciennes communes de Morlaincourt, Chennevières et Oëy.

## Géographie

### Communes limitrophes
| Ligny-en-Barrois | Ligny-en-Barrois | Nançois-le-Grand |
| Ligny-en-Barrois | Chanteraine      | Nançois-le-Grand |
| Menaucourt       | Menaucourt       | Nançois-le-Grand |

### Hydrographie
La commune est dans la région hydrographique « la Seine de sa source au confluent de l'Oise (exclu) » au sein du bassin Seine-Normandie. Elle est drainée par le ruisseau de Noitel, le Fossé 01 de Côte de Rosières, le Tatonval et le Fossé 01 de Putinval,.

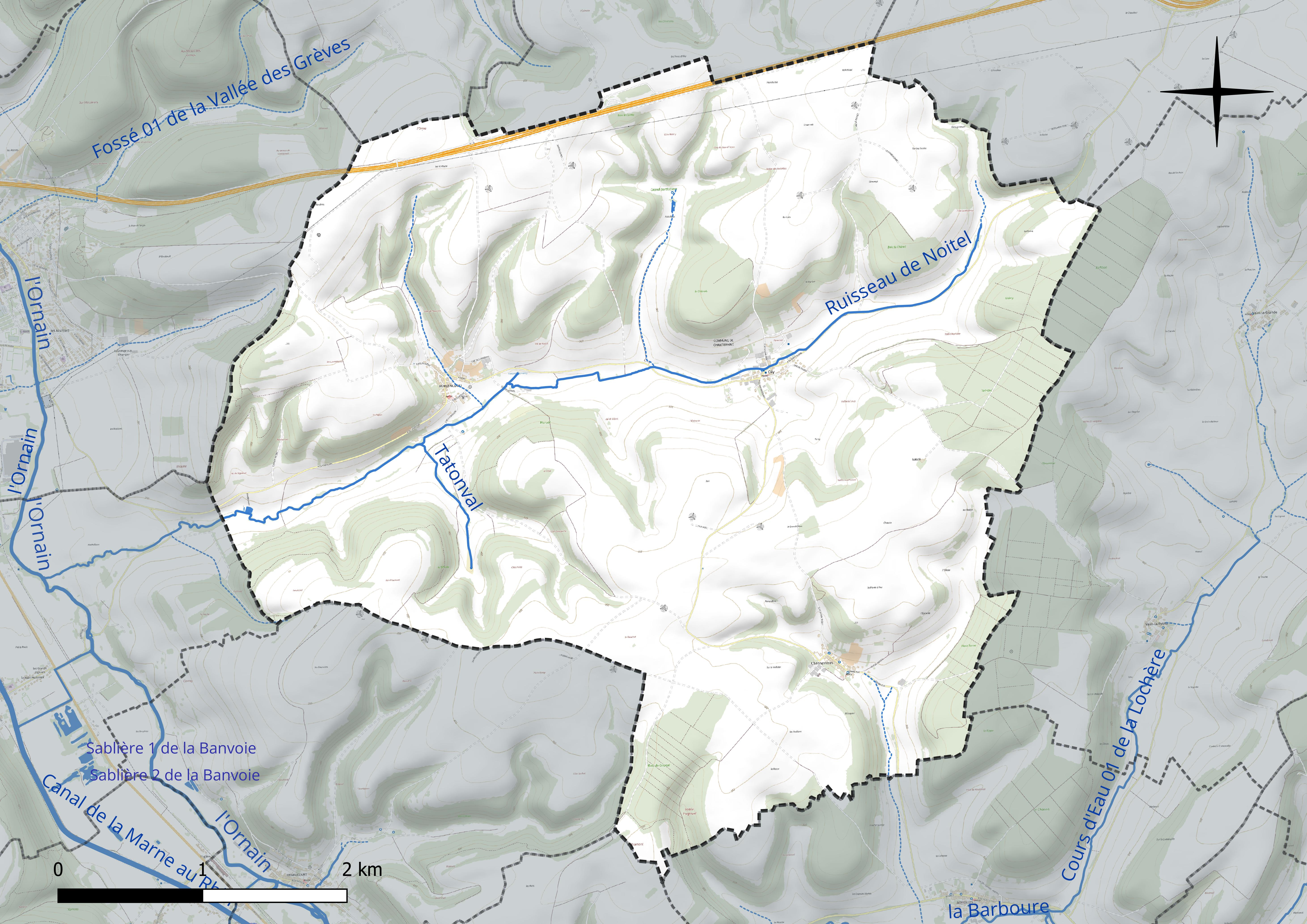
Réseau hydrographique de Chanteraine.

### Climat
Pour des articles plus généraux, voir Climat du Grand Est et Climat de la Meuse.
En 2010, le climat de la commune est de type climat de montagne, selon une étude du Centre national de la recherche scientifique s'appuyant sur une série de données couvrant la période 1971-2000. En 2020, Météo-France publie une typologie des climats de la France métropolitaine dans laquelle la commune est exposée à un climat océanique altéré et est dans la région climatique  Lorraine, plateau de Langres, Morvan, caractérisée par un hiver rude (1,5 °C), des vents modérés et des brouillards fréquents en automne et hiver. 
Pour la période 1971-2000, la température annuelle moyenne est de 9,8 °C, avec une amplitude thermique annuelle de 16,2 °C. Le cumul annuel moyen de précipitations est de 1 072 mm, avec 14,5 jours de précipitations en janvier et 9,7 jours en juillet. Pour la période 1991-2020, la température moyenne annuelle observée sur la station météorologique de Météo-France la plus proche, « Erneville aux Bois_sapc », sur la commune d'Erneville-aux-Bois à 8 km à vol d'oiseau, est de 9,9 °C et le cumul annuel moyen de précipitations est de 1 021,5 mm. 
La température maximale relevée sur cette station est de 39,4 °C, atteinte le 25 juillet 2019 ; la température minimale est de −24,2 °C, atteinte le 18 février 1956,,. 
Les paramètres climatiques de la commune ont été estimés pour le milieu du siècle (2041-2070) selon différents scénarios d'émission de gaz à effet de serre à partir des nouvelles projections climatiques de référence DRIAS-2020. Ils sont consultables sur un site dédié publié par Météo-France en novembre 2022.

## Urbanisme

### Typologie
Au 1er janvier 2024, Chanteraine est catégorisée commune rurale à habitat dispersé, selon la nouvelle grille communale de densité à sept niveaux définie par l'Insee en 2022.
Elle est située hors unité urbaine. Par ailleurs la commune fait partie de l'aire d'attraction de Bar-le-Duc, dont elle est une commune de la couronne,. Cette aire, qui regroupe 86 communes, est catégorisée dans les aires de 50 000 à moins de 200 000 habitants,.

### Occupation des sols
L'occupation des sols de la commune, telle qu'elle ressort de la base de données européenne d’occupation biophysique des sols Corine Land Cover (CLC), est marquée par l'importance des territoires agricoles (70,3 % en 2018), une proportion identique à celle de 1990 (70,3 %). La répartition détaillée en 2018 est la suivante : 
terres arables (59,1 %), forêts (29,1 %), prairies (10,1 %), zones agricoles hétérogènes (1,1 %), milieux à végétation arbustive et/ou herbacée (0,6 %). L'évolution de l’occupation des sols de la commune et de ses infrastructures peut être observée sur les différentes représentations cartographiques du territoire : la carte de Cassini (XVIIIe siècle), la carte d'état-major (1820-1866) et les cartes ou photos aériennes de l'IGN pour la période actuelle (1950 à aujourd'hui).

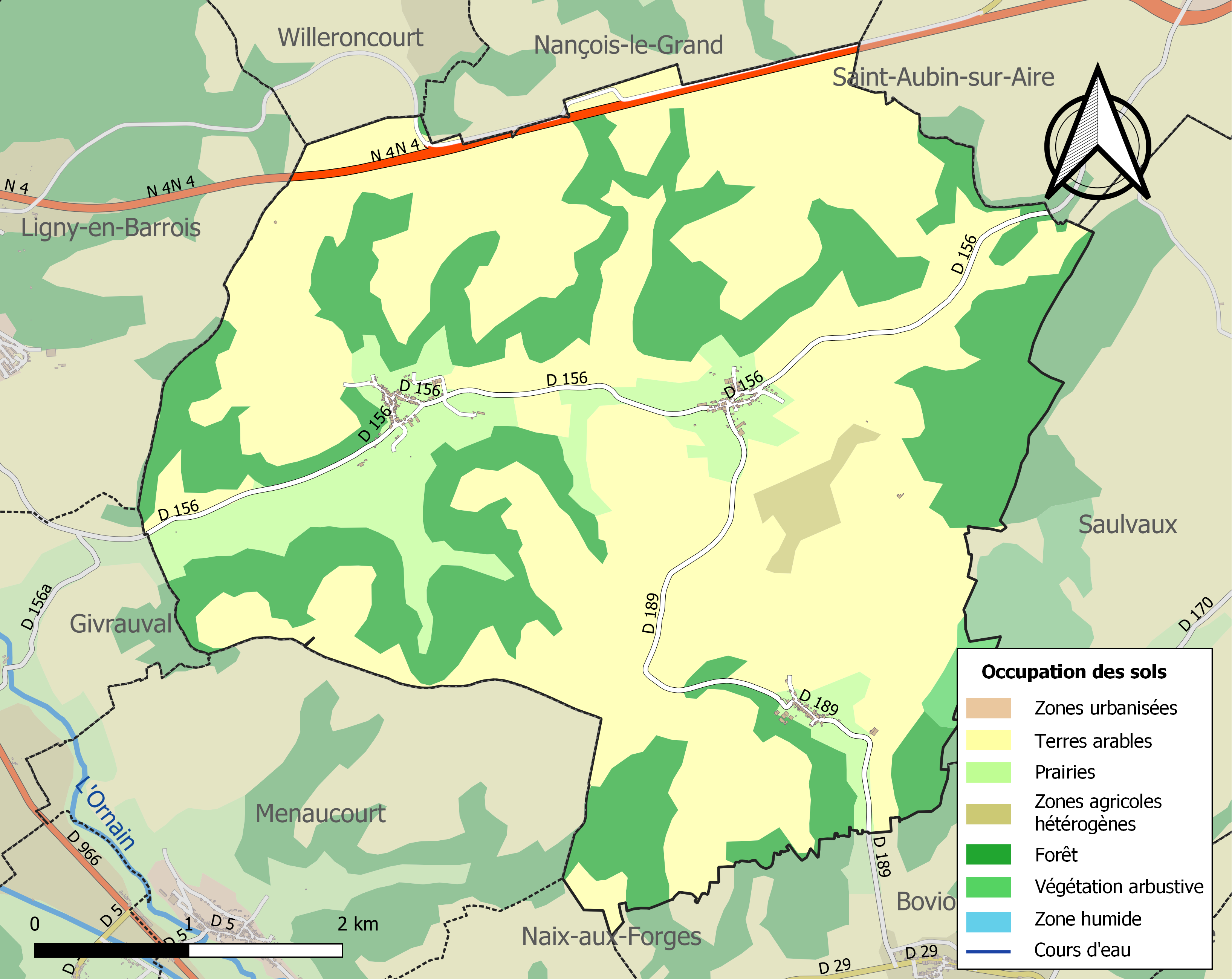
Carte des infrastructures et de l'occupation des sols de la commune en 2018 (CLC).

## Toponymie
Le nom de la localité est mentionné sous les formes Marlaincourt en 1793 ; Morlaincourt en 1801 ; Chanteraine en 1972 ; Morlaincour puis Chanteraine à la suite de sa fusion-association avec Chennevières et Oëy qui a eu lieu le 1er janvier 1973.
Chanteraine, de l'oïl chante et raine, du latin rana, « grenouille », est un toponyme désignant un endroit où « chante la grenouille », disons plutôt où elle coasse.

## Histoire
Habitée dès l'époque gallo-romaine, Morlaincourt est au XIIIe siècle le centre d'un fief important appelé Malberg. Le premier seigneur connu est, en 1261, Évrard, chevalier de Vargnenciaux. Le seigneur de Morlaincourt étant vassal du comte de Ligny, le village est assiégé par Charles Quint.
Au XVIe siècle, la seigneurie est achetée par un juriste anobli puis passe à son gendre, Dominique Dordelu, et à ses descendants, les Boucher de Morlaincourt, les Mussey puis les Rodouant de Montrouge. Le fief est racheté peu avant la Révolution par le dernier fermier général de Ligny, Jean Brigeat de Lambert.
Sous l'Ancien Régime, Chennevières dépend du bailliage de Bar-le-Duc et de la prévôté de Ligny-en-Barrois.
En 1870 et pendant la Deuxième Guerre mondiale, Morlaincourt et Oëy sont occupés par les troupes allemandes.
L'activité dominante à Morlaincourt était la culture de la vigne, jusqu'à ce que le phylloxéra oblige les vignerons, au début du XXe siècle, à se reconvertir dans l'agriculture et l'élevage. Certains habitants vont travailler à Ligny-en-Barrois.
Communes essentiellement agricoles, Oëy et Chennevières pratiquent la culture et l’élevage. Jusqu'au XIXe siècle, le chanvre était cultivé à Chennevières.

### Fusion de communes
Le 1er janvier 1973, Morlaincourt devient Chanteraine à la suite de sa fusion-association avec Chennevières et Oëy.

## Politique et administration
| Période                                  | Période  | Identité           | Étiquette | Qualité |
| ---------------------------------------- | -------- | ------------------ | --------- | ------- |
| mars 2001                                | En cours | Jean-Marie Bouchon |           |         |
| Les données manquantes sont à compléter. |          |                    |           |         |

## Population et société

### Démographie
L'évolution du nombre d'habitants est connue à travers les recensements de la population effectués dans la commune depuis 1793. Pour les communes de moins de 10 000 habitants, une enquête de recensement portant sur toute la population est réalisée tous les cinq ans, les populations de référence des années intermédiaires étant quant à elles estimées par interpolation ou extrapolation. Pour la commune, le premier recensement exhaustif entrant dans le cadre du nouveau dispositif a été réalisé en 2004.

En 2022, la commune comptait 186 habitants, en évolution de +1,64 % par rapport à 2016 (Meuse : −4,4 %, France hors Mayotte : +2,11 %).
| 1793 | 1800 | 1806 | 1821 | 1831 | 1836 | 1841 | 1846 | 1851 |
| ---- | ---- | ---- | ---- | ---- | ---- | ---- | ---- | ---- |
| 152  | 277  | 299  | 318  | 338  | 319  | 316  | 317  | 325  |

| 1856 | 1861 | 1866 | 1872 | 1876 | 1881 | 1886 | 1891 | 1896 |
| ---- | ---- | ---- | ---- | ---- | ---- | ---- | ---- | ---- |
| 312  | 313  | 325  | 315  | 302  | 304  | 286  | 280  | 252  |

| 1901 | 1906 | 1911 | 1921 | 1926 | 1931 | 1936 | 1946 | 1954 |
| ---- | ---- | ---- | ---- | ---- | ---- | ---- | ---- | ---- |
| 264  | 239  | 223  | 184  | 174  | 157  | 140  | 115  | 148  |

| 1962 | 1968 | 1975 | 1982 | 1990 | 1999 | 2004 | 2006 | 2009 |
| ---- | ---- | ---- | ---- | ---- | ---- | ---- | ---- | ---- |
| 148  | 100  | 200  | 205  | 251  | 236  | 216  | 207  | 205  |

| 2014 | 2019 | 2022 | - | - | - | - | - | - |
| ---- | ---- | ---- | - | - | - | - | - | - |
| 187  | 189  | 186  | - | - | - | - | - | - |

## Culture locale et patrimoine

### Lieux et monuments
- Le château de Morlaincourt (XVIe siècle) inscrit au titre des monuments historiques depuis 1988[20].
- L'église Saint-Èvre de Chennevières.
- L'église Saint-Remi de Morlaincourt.
- L'église Saint-Rémi de Oëy.

### Personnalités liées à la commune
- Charles-Sigisbert Alexandre de Saint-Balmont. Né le 1er février 1772 paroisse Saint-Sébastien de Nancy, fils de Jean-Baptiste (°1738+1814), maître particulier des Eaux & Forêts de Bourmont, et de Françoise Toustain (°1752+1820), il participe à la guerre des Insurgés d'Amérique du Nord contre les Anglais. De ce fait, il est admis au sein de la très prestigieuse Société des Cincinnati. Il épouse le 7 août 1803 à Morlaincourt Marie-Anne-Gabrielle Brigeat de Lambert (°1782+1850), fille de Jean-François-Nicolas-Alexandre et de Jeanne-Barbe-Gabrielle de La Morre. Chevalier de Saint Louis et de Saint Hubert (ordre spécifiquement barrois supprimé en 1824. Lieutenant-colonel de cavalerie, il se retire avec son épouse à Ligny-en-Barrois.

### Héraldique
| Blason de Chanteraine | Blason  | Tranché d'azur à la tour ouverte et ajourée du champ et de gueules aux broyes d'or mises en bande ; à la bande d'or chargée de trois grenouilles de profil de sinople allumée du champ. |
| Blason de Chanteraine | Détails | Armoiries composées et dessinées par R.A. Louis et adoptées par la commune en mars 2009.                                                                                                |